# أحمد الفريدي
أحمد محمد ناصر الفريدي الحربي (29 يناير 1988)، لاعب كرة قدم سعودي يلعب في نادي ياغوستيرا. شارك مع المنتخب السعودي لكرة القدم، .

## بداياته
كانت بدايات الفريدي في ناشئين نادي الأنصار في المدينة المنورة، وتدرج في الفئات السنية إلى أن وصل إلى الأولمبي في نادي الأنصار، وبرز مستواه وكسب نادي الهلال توقيعه ومنذ العام 2009م برز اللاعب الفريدي في نادي الهلال وكسب معه العديد من البطولات آخرها بطولة كأس سمو ولي العهد للموسم 2011\2012م وانتقل بعدها إلى نادي الاتحاد السعودي وحقق معه كأس الأبطال، وانتقل بعدها إلى نادي النصر السعودي في عام 2015م وحقق معه بطولة الدوري. وفي فبراير 2019 خالصت إدارة النصر اللاعب بعد تسوية مالية.
و لعب بعدها مع نادي مليلية الاسباني و نادي القادسية و نادي ياغوستيرا.

## أحمد الفريدي مع المنتخب
شارك الفريدي في عدد من مبارايات المنتخب السعودي وكان له الأثر الواضح في بطولة خليجي 19 في عمان وشارك أيضاً في خليجي 20 في اليمن قبل أن يتم استبعاده.
احصائياته مع المنتخب:
| عدد المباريات:                   | 32   |
| عدد المباريات التي لعبها كأساسي: | 21   |
| عدد المباريات التي لعبها كبديل:  | 11   |
| عدد المباريات التي أستبدل فيها:  | 18   |
| عدد المباريات التي لعبها كاملة:  | 3    |
| عدد المباريات التي طرد فيها:     | 0    |
| عدد الدقائق التي لعبها:          | 1793 |

البطولات التي شارك فيها مع المنتخب :
| مباريات ودية دولية                            | 18 |
| تصفيات كأس العالم 2010                        | 4  |
| تصفيات كأس العالم 2014                        | 4  |
| كأس الخليج 2009- عمان                         | 4  |
| بطولة اتحاد غرب آسيا لكرة القدم 2012 - الكويت | 2  |

## الروابط الخارجية
- أحمد الفريدي على موقع الاتحاد الدولي (مؤرشف)  (الإنجليزية)
- أحمد الفريدي على موقع قاعدة بيانات كرة القدم.إي يو (الإنجليزية)
- أحمد الفريدي على موقع ناشيونال فوتبول تيمز (الإنجليزية)
- أحمد الفريدي على موقع Soccerway.com (الإنجليزية)
- أحمد الفريدي على موقع كووورة